# Murata Kōkoku

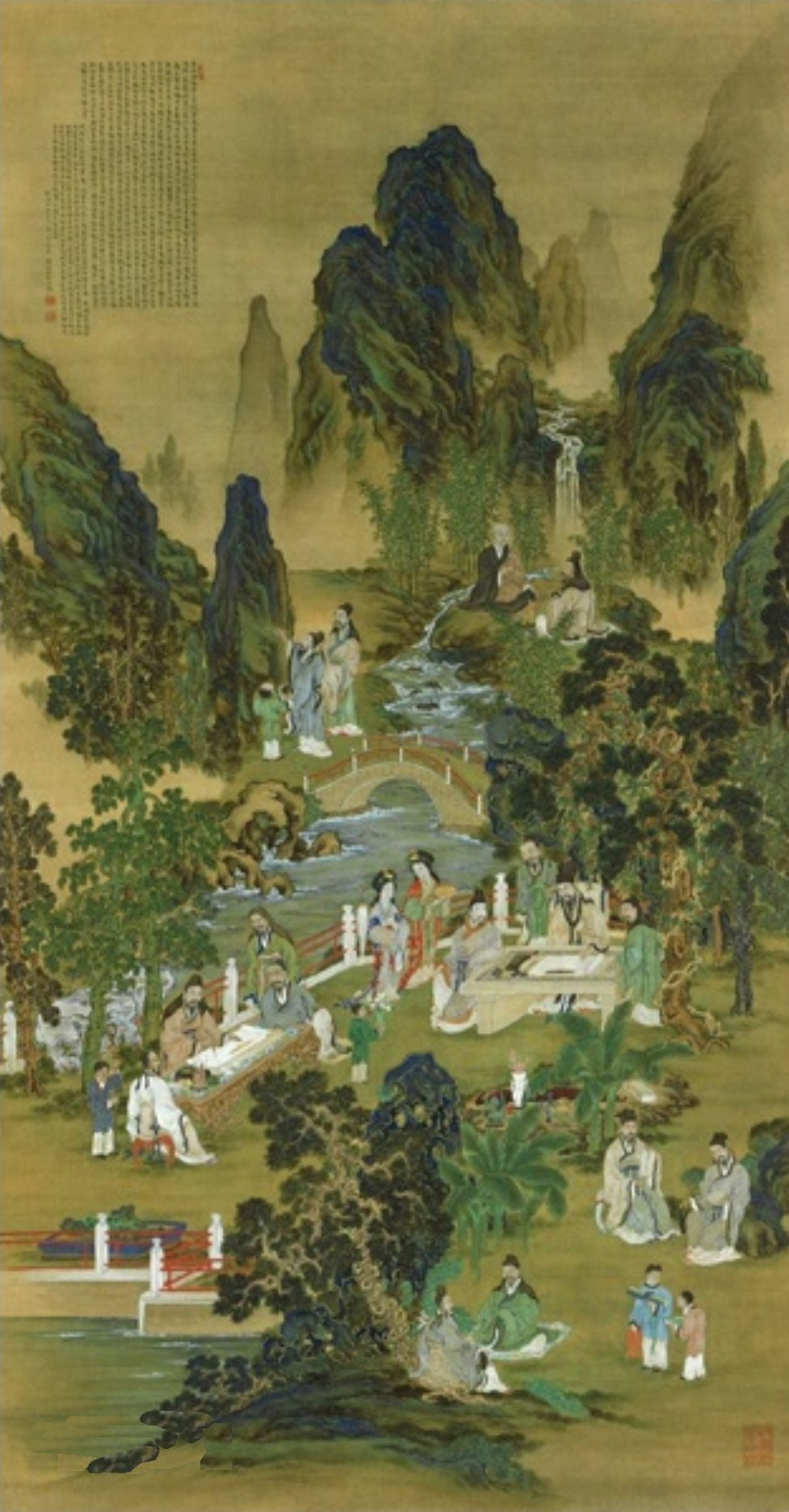
Landschaft mit Personen

Murata Kōkoku (japanisch 村田 香谷, eigentlich Murata Shuku (村田 叔), weitere Künstlernamen: Ransetsu (蘭雪) und Tekiho (適圃); geb. 1831 in Fukuoka; gest. 8. Oktober 1912) war ein japanischer Maler der Nanga-Richtung der späten Edo- und Meiji-Zeit.

## Leben und Werk
Murata Kōkoku war der Sohn von Murata Toho, einem unbedeutenden Nanga-Maler. Kōkoku studierte erst unter seinem Vater, dann unter Nukina Kaioku, bevor er nach Nagasaki ging und sich unter Nukinas Lehrer Hidaka Tetsuō (日高鉄翁; 1791–1877) sowie dort unter Kinoshita Itsuun (木下 逸雲; 1800–1868), dem chinesischen Maler Xú Yŭtíng (徐 雨亭) und anderen weiter bildete. 
Kōkoku unternahm drei Reisen nach China und bildete sich dort weiter. Er lehrte an der Städtischen Schule Kyōto für Handwerk und Kunsthandwerk (京都市美術工芸学校, Kyōto-shi bijutsu kōgei gakkō). Seine besten Arbeiten als Künstler waren seine Landschaftsmalereien.

## Bilder

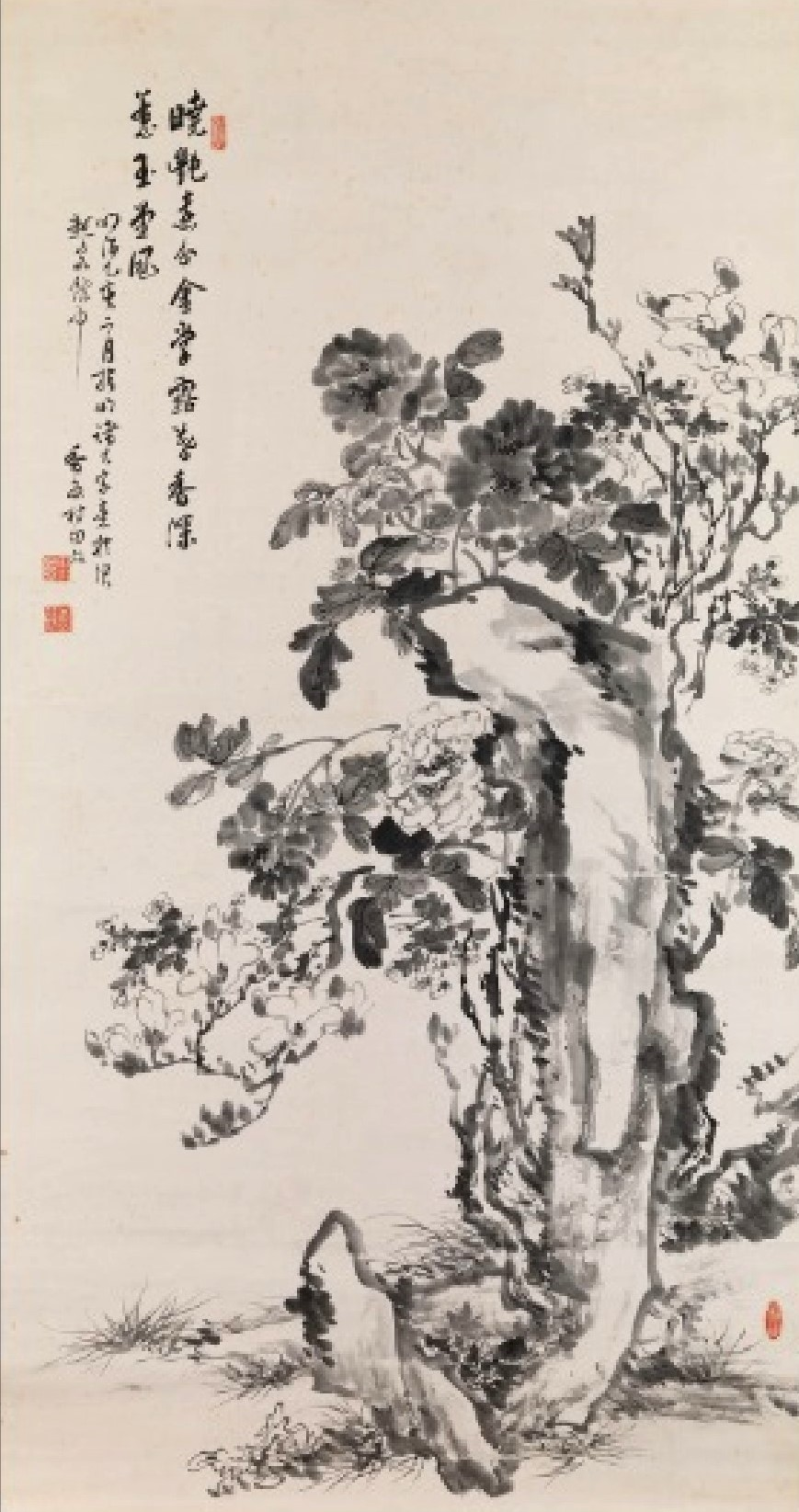
Baumgruppe
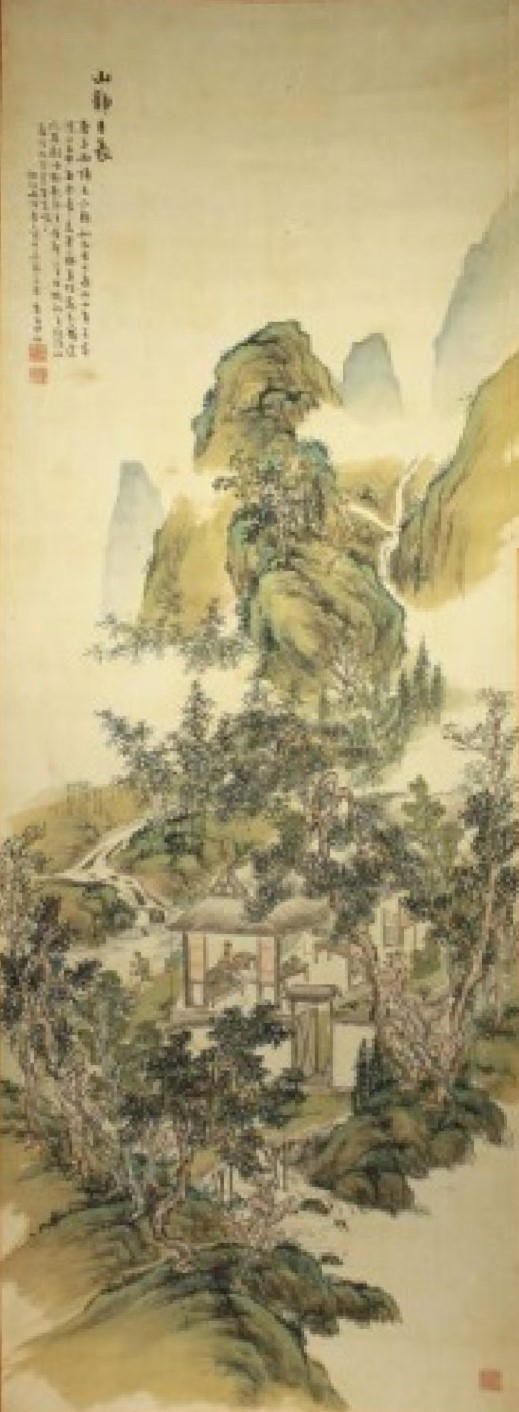
Landschaft mit Klause
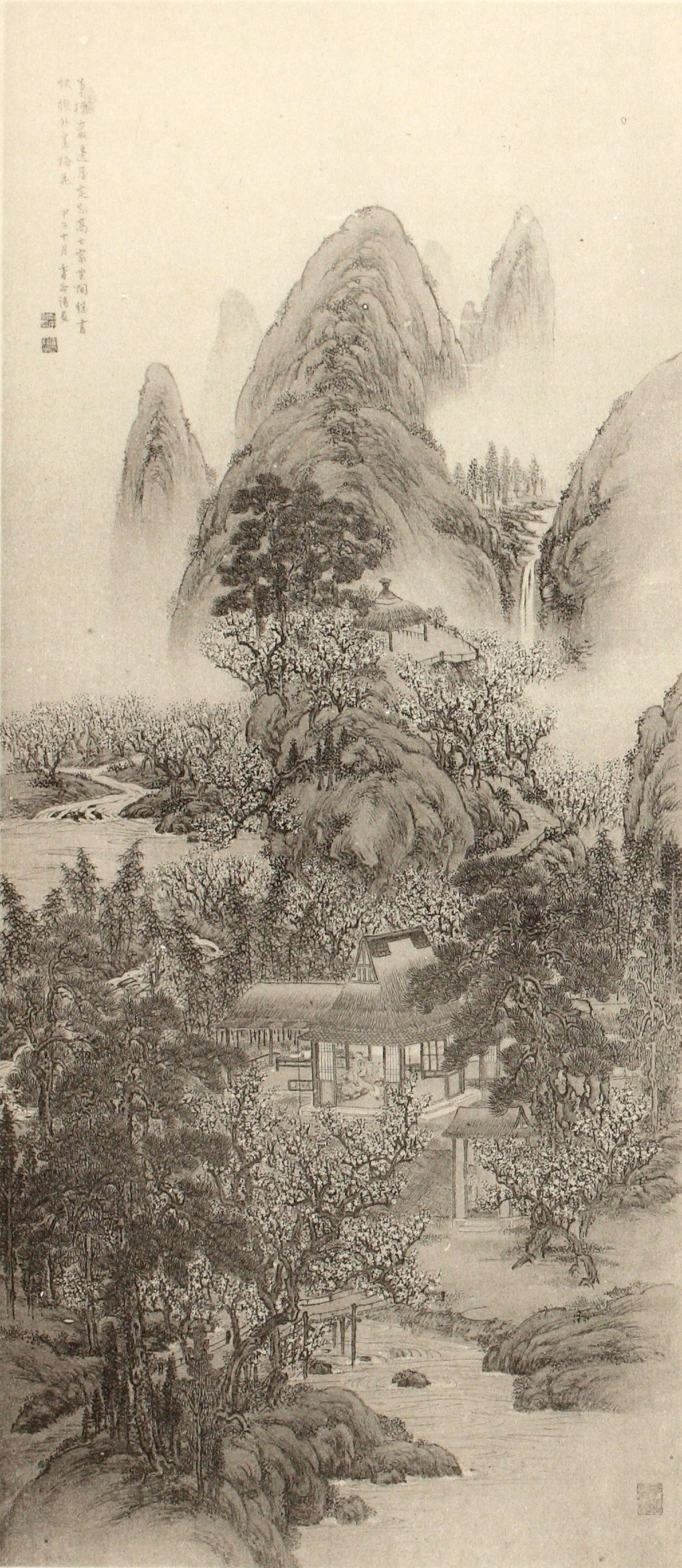
Landschaft mit Klause